# جون كرافت
جون كرافت (بالإنجليزية: John Craft)‏ هو لاعب القفز الثلاثي أمريكي، ولد في 24 مارس 1947 في لاوريل في الولايات المتحدة.

## وصلات خارجية
- جون كرافت على موقع أوليمبيديا (الإنجليزية)